# Heliophorus stotzneri
Heliophorus stotzneri is een vlinder uit de familie van de Lycaenidae. De wetenschappelijke naam van de soort is voor het eerst geldig gepubliceerd in 1925 door Draeseke.